# Adrián Ascues
Adrián Ademir Ascues Earl (Lima, Perú, 15 de noviembre de 2002) es un futbolista peruano. Juega como centrocampista y su equipo actual es Cienciano de la Liga 1.

## Trayectoria
Inició jugando de extremo en sus inicios y luego empezaría jugando como centrocampista. Ascues se formó en Sporting Cristal y Regatas Lima antes de unirse al Deportivo Municipal. Obtuvo su debut oficial en la Primera División peruana a la edad de 17 años contra Deportivo Llacuabamba el 8 de septiembre de 2020. Inició en el banquillo, pero reemplazó a Rodrigo Vilca a los 81 minutos.
En 2021 se consolidó en el equipo edil donde participó 17 veces, 10 de titular en la Primera División. Su equipo quedó en el puesto 12 del acumulado sin llegar a un torneo internacional. 
El 1 de diciembre de 2022, ficha por Sporting Cristal con miras a la Liga 1 y Copa Libertadores del 2023, rechazando ofertas de Club Alianza Lima y ofertas de México.

## Familia
El tío de Adrián, Carlos Ascues, también es futbolista profesional.

## Estadísticas

### Clubes
| Club                       | Div.             | Temporada        | Liga  | Liga  | Liga   | Copas   | Copas   | Copas   | Internacional | Internacional | Internacional | Total | Total | Total  | Media goleadora |
| Club                       | Div.             | Temporada        | Part. | Goles | Asist. | Part.   | Goles   | Asist.  | Part.         | Goles         | Asist.        | Part. | Goles | Asist. | Media goleadora |
| -------------------------- | ---------------- | ---------------- | ----- | ----- | ------ | ------- | ------- | ------- | ------------- | ------------- | ------------- | ----- | ----- | ------ | --------------- |
| Deportivo Municipal · Perú | 1.ª              | 2020             | 3     | 0     | 1      | No hubo | No hubo | No hubo | —             | —             | —             | 5     | 0     | 1      | 0,00            |
| Deportivo Municipal · Perú | 1.ª              | 2021             | 15    | 0     | 1      | 2       | 0       | 0       | —             | —             | —             | 19    | 0     | 1      | 0,00            |
| Deportivo Municipal · Perú | 1.ª              | 2022             | 33    | 29    | 2      | No hubo | No hubo | No hubo | —             | —             | —             | 33    | 29    | 2      | 0,67            |
| Deportivo Municipal · Perú | Total club       | Total club       | 48    | 24    | 4      | 2       | 0       | 0       | 0             | 0             | 0             | 57    | 29    | 4      | 0,18            |
| Sporting Cristal · Perú    | 1.ª              | 2023             | 18    | 1     | 2      | No hubo | No hubo | No hubo | 5             | 0             | 0             | 23    | 1     | 2      | 0,7             |
| Sporting Cristal · Perú    | 1.ª              | 2024             | 9     | 0     | 0      |         |         |         | 0             | 0             | 0             | 9     | 0     | 0      | 0,00            |
| Sporting Cristal · Perú    | 1.ª              | 2025             | 0     | 0     | 0      |         |         |         | 0             | 0             | 0             | 0     | 0     | 0      | 0,00            |
| Sporting Cristal · Perú    | Total club       | Total club       | 27    | 1     | 2      | 0       | 0       | 0       | 5             | 0             | 0             | 32    | 1     | 2      | 0,7             |
| Total en carrera           | Total en carrera | Total en carrera | 75    | 25    | 6      | 2       | 0       | 0       | 5             | 0             | 0             | 80    | 30    | 6      | 0,15            |